# Keith Earls

a Compétitions nationales et continentales officielles uniquement.

b Matchs officiels uniquement.
Dernière mise à jour le 20 août 2023.
Keith Earls, né le 2 octobre 1987 à Moyross (Limerick en Irlande), est un joueur international irlandais de rugby à XV, jouant au poste de centre ou d'ailier.

## Biographie

### Jeunesse et formation
Keith Earls naît dans le quartier défavorisé de Moyross, dans la banlieue de Limerick. En dépit des multiples difficultés de la vie dans le quartier, il en garde une grande affection et revendique fièrement d'être originaire. Son père, âgé de 20 ans lorsque Keith est né, est un ancien joueur du Munster.
Les origines modestes de Keith Earles l'ont souvent amené à être mal à l'aise dans un monde du rugby irlandais où les joueurs sont généralement issus de la classe moyenne aisée.

### Carrière au Munster
Durant la saison 2022-2023, le Munster atteint la finale du United Rugby Championship après avoir battu le Leinster en demi-finale. En finale, les Irlandais affrontent les Sud-Africains des Stormers, et Keith Earls entre en jeu en seconde période à la place de Calvin Nash. Le Munster s'impose 19 à 14 et remporte cette compétition pour la première fois depuis 2011,.

### Carrière internationale
Earls fait partie des sélections de jeunes, remportant le Grand Chelem avec l'Irlande dans le tournoi des Six Nations des moins de 20 ans. Il connaît sa première sélection le 8 novembre 2008 face au Canada, inscrivant son premier essai.
Il manque les tests internationaux du mois de novembre 2022 à cause d'une blessure, puis il est retenu par Andy Farrell pour le Tournoi des Six Nations 2023. Cependant à cause de son manque de temps de jeu en cette saison 2022-2023 et de la grande forme de ses concurrents James Lowe, Mack Hansen, Jordan Larmour et Jimmy O’Brien, qui lui sont préférés, il ne participe à aucune rencontre de ce tournoi qui voit l'Irlande remporter la compétition en réalisant le Grand Chelem.
Fin mai 2023, il est présélectionné dans un groupe de 42 joueurs pour préparer la Coupe du monde 2023 avec son pays,. Il ne joue que la première rencontre de la compétition, face à la Roumanie, où il est titularisé dans une large victoire 82 à 8. Après l'élimination de l'Irlande en quarts de finale, Keith Earls annonce sa retraite en même temps que son coéquipier Jonathan Sexton.

## Problèmes de santé
Keith Earls a été diagnostiqué bipolaire de type 2 en 2013. Il en a souffert depuis l'âge de douze ans mais c'est seulement à partie de 2009, à la suite de sa tournée ratée avec les Lions, que la maladie prend de l'ampleur jusqu'à le pousser à consulter. En 2021, il révèle publiquement ce diagnostic . Il est l'un des premiers sportifs encore en carrière à avoir déclaré souffrir de cette condition et son témoignage a eu un fort retentissement en Irlande.

## Statistiques en équipe nationale
Au 20 août 2023, Keith Earls compte 100 sélections avec l'Irlande (62 victoires, 34 défaites et quatre matches nuls), dont 83 en tant que titulaire, depuis sa première sélection le 8 novembre 2008 face au Canada. En tout, il inscrit 180 points, soit 36 essais.
Il participe à dix éditions du Tournoi des Six Nations, en 2010, 2011, 2012, 2013, 2016, 2017, 2018, 2019, 2020 et 2021. Il dispute 45 rencontres (titulaire à 39 reprises), et inscrit 14 essais.
K. Earls prend part à trois éditions de la Coupe du monde au cours desquels il joue quatorze rencontres.
- En 2011, face aux États-Unis, à l'Australie, la Russie, l'Italie et au pays de Galles, il inscrit cinq essais, soit 25 points.
- En 2015, contre le Canada, la Roumanie, l'Italie, la France et l'Argentine, il marque trois essais pour quinze points.
- Enfin en 2019, opposé au Japon, à la Russie, aux Samoa et à la Nouvelle-Zélande[18], il ne fait aucune réalisation.

Il participe également à une tournée des Lions britanniques et irlandais en 2009 où il ne dispute pas de tests mais joue cinq rencontres.

## Palmarès

### En province
- Munster
  - Vainqueur de la Coupe d'Europe en 2008.
  - Vainqueur de la/du Celtic League/United Rugby Championship en 2009, 2011 et 2023.
  - Finaliste du Pro12/Pro14 en 2015, 2017 et 2021.

### En sélection nationale
- Irlande
  - Vainqueur du Tournoi des six nations en 2014 et 2018 (Grand Chelem).
  - Vainqueur de la Triple couronne en 2018.
  - Vainqueur du Millennium Trophy en 2010, 2011, 2017 et 2018.
  - Vainqueur du Centenary Quaich en 2011, 2012, 2016, 2018 et 2019.